# 八王子市街自動車
八王子市街自動車（はちおうじしがいじどうしゃ）は、かつて東京府八王子市（現：東京都八王子市）に本拠地を置いていたバス事業者である。1923年（大正12年）に創業し、同年10月に八王子駅 - 追分間に乗合バスを開業した。
1929年（昭和4年）に会社を設立して路面電車を開業した武蔵中央電気鉄道に買収され、同社の関連会社となった後、1938年（昭和13年）に京王電気軌道（現：京王電鉄）に買収された。京王電気軌道は翌1939年（昭和14年）に八王子営業所を開設。これが現在の京王電鉄バス八王子営業所である。

## 歴史

### 八王子市街自動車の創業
八王子は古くから織物の町として栄え、江戸時代には甲州街道の宿場町として賑わった。明治時代には南多摩郡の郡役所所在地となり、輸出する生糸や絹織物を横浜港へ運ぶ道は「絹の道」と呼ばれた。1917年（大正6年）には東京府内で東京市に次いで2番目に市制を施行した。
大正期の八王子市の人口は約41,000人に及び、織物と商業の町として繁栄し、甲州街道沿いには商店が軒を連ねていた。1921年（大正10年）に松田町で設立された足柄自動車（戦時統合で箱根登山鉄道へ合併、現在の箱根登山バスの母体の一つ）の経営に関わっていた青年実業家の平井実造は、こうした八王子の将来性に着目し、八王子市内で乗合バス事業を興すことを考えた。
手始めに八王子駅から甲州街道と陣馬街道の分岐点で交通の要衝である追分までの路線敷設を計画し、1923年（大正12年）8月24日に同区間の路線免許を取得。そして資金集めのために地元の資産家に声をかけ、八王子駅近くの横山町で商店を営む赤坂長作や、追分で質屋を営む大野清次郎にバス事業への協力を仰いだ。大野はこれに賛同して自宅の庭を会社事務所とバス車庫として提供し、資本金6,000円で八王子市街自動車を設立した。
当初は車両1台で営業開始し、フォードの乗用車（ツーリングカー）を13人乗りに改造して使用した。翌1924年（大正13年）には全4台に増車し、男性運転手のほか、当初は男性車掌を採用していたが、のちに女性車掌へ切り替えた。増車により追分の車庫が手狭になったため、同年12月には開業直前の玉南電気鉄道（現：京王電鉄）の東八王子駅（1925年3月24日開業、現：京王八王子駅）向かいの明神町に土地を取得し、本社営業所と車庫を移転するとともに、追分に出張所を置いた。

### 高尾自動車との競合
八王子市内ではそれ以前から、高尾自動車（現：西東京バス）が乗合バスを運行していた。高尾自動車は明治時代中期から八王子駅前で「角喜旅館」を営んでいた豊泉家の豊泉信太郎が創業したバス会社で、当初はタクシー会社として出発した。旅館の宿泊客から人力車の手配をたびたび頼まれたことから、1914年（大正3年）に自らタクシー業を始めたもので、八王子では初となるタクシー会社であった。すでに観光地として名高かった高尾山への輸送を手掛けるうち、多くの乗客を輸送できるバスの将来性に気づき、1916年（大正5年）には乗合バスの営業許可を得て、八王子駅から甲州街道を経由して高尾山下（浅川村高尾山麓）までのバス路線を開業。タクシー事業も継続し、昭和期には貸切バス事業も開始した。高尾自動車は車両のカラーリングが淡青色だったことから「青バス」と呼ばれた。
これに対し、八王子市街自動車の車両カラーリングは赤色だったため「赤バス」と呼ばれた。八王子市街自動車と高尾自動車の路線は、八王子駅 - 追分間で競合していたため、両社の競争が激化することとなった。また、高尾自動車は住民の要望に応え、1924年（大正13年）に恩方村で路線を新規開業した。両社の協議により1926年（大正15年）、高尾自動車は追分 - 高尾山下の区間を八王子市街自動車へ譲渡。これにより、八王子市街自動車は甲州街道沿い、高尾自動車は陣馬街道沿いを主力とするよう、棲み分けが行われるようになった。
高尾自動車からの路線譲受後、八王子市街自動車は1925年（大正14年）3月24日に開業した玉南電気鉄道と連絡し、八王子駅から高尾山への観光輸送を開始。翌1926年（大正15年）12月1日には京王電気軌道が玉南電気鉄道を吸収合併、1928年（昭和3年）5月22日には京王電気軌道により新宿 - 東八王子間の直通運転が開始された。これにより高尾山への交通アクセスが向上し、観光客がますます増えることが期待された。
こうした中で、八王子市街自動車は個人事業から株式会社へ改組し、自社路線を新設するとともに、八王子周辺の高幡乗合自動車や由木乗合自動車の路線を譲受するなどして路線網を拡大した。なお、京王電気軌道により高幡乗合自動車は1938年（昭和13年）8月1日、由木乗合自動車は1939年（昭和14年）3月1日にそれぞれ買収されている。

### 武蔵中央電気鉄道の傘下入り
1929年（昭和4年）3月26日には八王子市内で武蔵中央電気鉄道が設立され、同年内には追分駅から甲州街道を走る路面電車が開通し、1932年（昭和7年）4月10日までに全線開通した。
しかし路面電車の運行区間は、八王子市街自動車のバス路線と競合していたため乗客を奪われ、これを脅威と感じた武蔵中央電気鉄道は八王子市街自動車を傘下に収めた。しかし1930年（昭和5年）には中央線が電化され、1931年（昭和6年）3月20日には京王御陵線が開通したことも重なり、武蔵中央電気鉄道の業績が上向くことはなかった。

### 京王電気軌道による買収
京王電気軌道は1938年（昭和13年）3月21日に八王子市街自動車を買収、同年6月1日には武蔵中央電気鉄道を買収し、翌1939年（昭和14年）までに武蔵中央電気鉄道の路面電車は廃止された。京王による買収の結果、両社は消滅した。
また京王電気軌道は1939年（昭和14年）、甲州街道沿いの並木町（当時の横山村散田）に八王子営業所を設置し、八王子市内に京王のバスが走るようになった。
なお、八王子市街自動車のライバルであった高尾自動車は戦後、1955年（昭和30年）7月9日に京王帝都電鉄（現：京王電鉄）の傘下に入り、1963年（昭和38年）10月1日に奥多摩振興および五王自動車と3社合併して西東京バスが発足した。